# 普瓊卡維
普瓊卡維（西班牙語：Puchuncaví），是智利的城鎮，位於該國中部瓦爾帕萊索大區的瓦爾帕萊索省，面積299.9平方公里，海拔高度32米，2012年人口15,179人，人口密度每平方公里51人。

32°44′S 71°25′W / 32.733°S 71.417°W